# Carl-von-Ossietzky-Gymnasium (Bonn)
Das Carl-von-Ossietzky-Gymnasium (kurz: CvO) ist eine Ganztagsschule mit künstlerisch-musikalischem und naturwissenschaftlichem Schwerpunkt im Bonner Ortsteil Ückesdorf. Der Namensgeber ist Carl von Ossietzky. Die Schule hat bis zu vier Parallelklassen in jedem Jahrgang, insgesamt ca. 780 Schüler, 70 Lehrer, 8 Referendare, eine Bibliothekarin, zwei Schulsekretärinnen und zwei Hausmeister. In den vergangenen Jahren verließen jeweils zwischen 60 und 100 Abiturienten in einem Jahrgang die Schule.

## Schulgelände

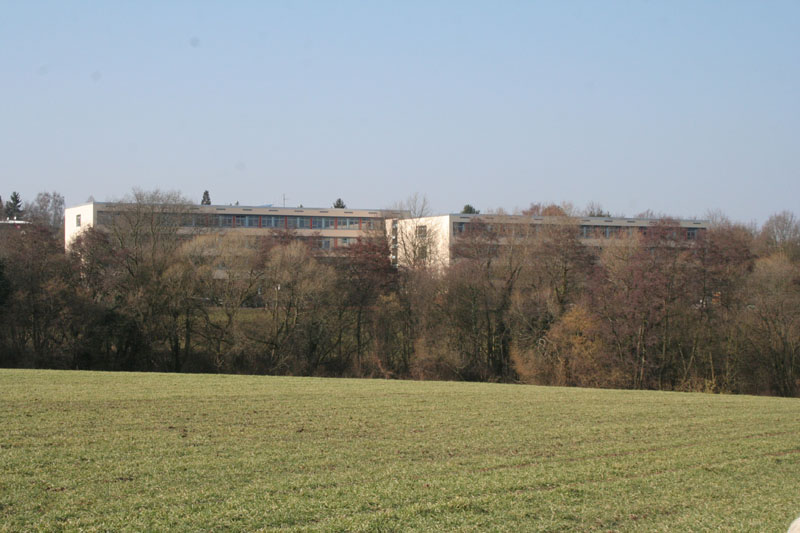
Blick auf das Gebäude des Carl-von-Ossietzky-Gymnasiums

Das etwa 40.000 Quadratmeter große und an ein Waldstück angrenzende Schulgelände verfügt unter anderem über einen Basketballplatz, eine Beachvolleyball-Anlage, eine Aschenbahn, eine Weitsprung-Anlage sowie zwei Sporthallen und eine Grillstelle. Außerdem betreibt die Schule einen eigenen Schulgarten, um den sich eine Arbeitsgemeinschaft aus Schülern und Lehrern kümmert.
Neben der üblichen Raumausstattung mit normalen Klassenräumen, verfügt das Carl-von-Ossietzky-Gymnasium über jeweils zwei Musik-, Chemie-, Physik- und Biologieräume. Des Weiteren sind zwei Computerräume vorhanden. Diese sind mit vernetzten Arbeitsplätzen für den Unterricht im Klassenverband ausgestattet. Weitere Computerarbeitsplätze mit Internet-Zugang befinden sich im Selbstlernzentrum, das seit Mai 2003 geöffnet ist und zur freien Benutzung zur Verfügung steht. Nach den Umbauarbeiten hat nun auch jedes Klassenzimmer mehrere Internetzugänge. Außerdem verfügen auch die Fachräume über ans Internet angeschlossene Computer und Computerarbeitsplätze für die Schüler. Je ein Physikraum und ein Biologieraum haben ansteigende Sitzreihen, ähnlich wie in einem kleinen Hörsaal, mit einem fest installierten Videobeamer.

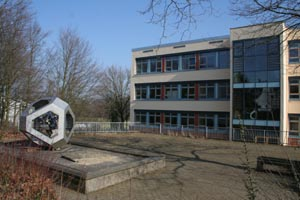
Carl-von-Ossietzky-Gymnasium in Bonn-Ückesdorf

Die Aula brannte aus ungeklärter Ursache am 24. Mai 2010 vollständig aus, wobei die Dachkonstruktion einstürzte. Sie wurde inzwischen wieder aufgebaut.

### Sanierung
In den Jahren 2005 und 2006 wurde das Gebäude aufgrund einer zu hohen PCB-Belastung vollständig saniert. Das Gebäude wurde komplett entkernt neues Schulmobiliar angeschafft. Während der Sanierung wurde der Unterricht in Containern fortgesetzt, die vor der Schul-Aula errichtet wurden. Im Anschluss an die Sanierung wurde das Gebäude am 31. März 2006 in einem kleinen Festakt von Bonns damaliger Oberbürgermeisterin Bärbel Dieckmann wiedereröffnet.

### Selbstlernzentrum
Das Carl-von-Ossietzky-Gymnasium verfügt über ein so genanntes Selbstlernzentrum. Dies ist eine Einrichtung, die Schülerbücherei, Medienzentrum, Internetstation und Stillarbeitsraum in einer Einrichtung vereint, welche durchgängig von einer Diplom-Bibliothekarin und einem Lehrer sowie ehrenamtlich tätigen Eltern betreut wird (Stand 2015).
Um die Suche nach einzelnen Medieneinheiten zu vereinfachen, arbeitet das Carl-von-Ossietzky-Gymnasium mit einem Bibliothekskatalog online (OPAC allegro-c), auf den von jedem Rechner in der Schule zugegriffen werden kann. Außerdem gibt es dort eine Kopiermöglichkeit für Schüler.

Selbstlernzentrum des Carl-von-Ossietzky-Gymnasiums Bonn
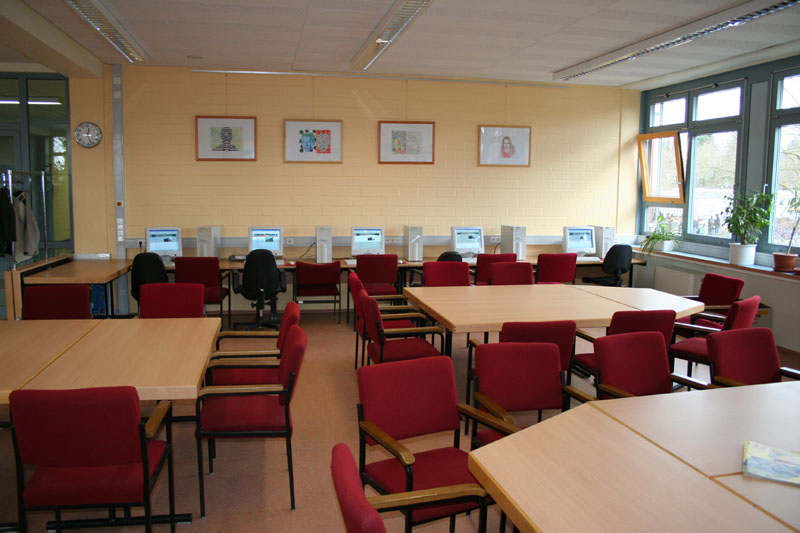
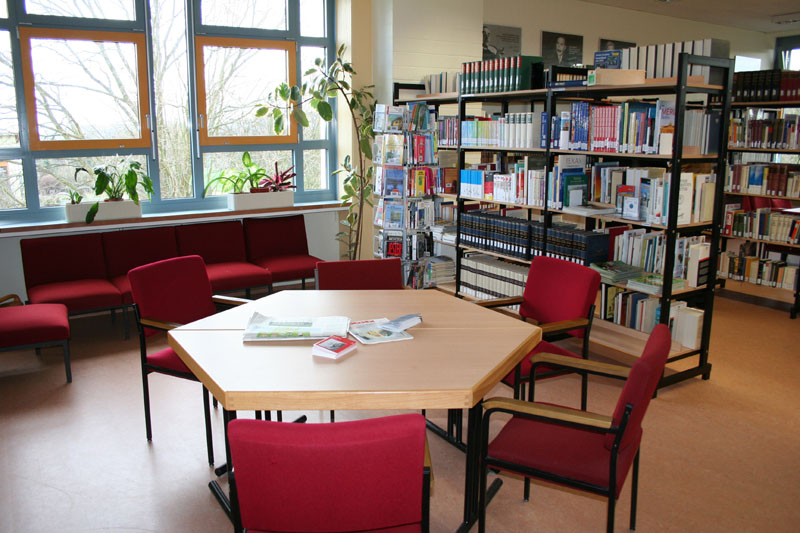
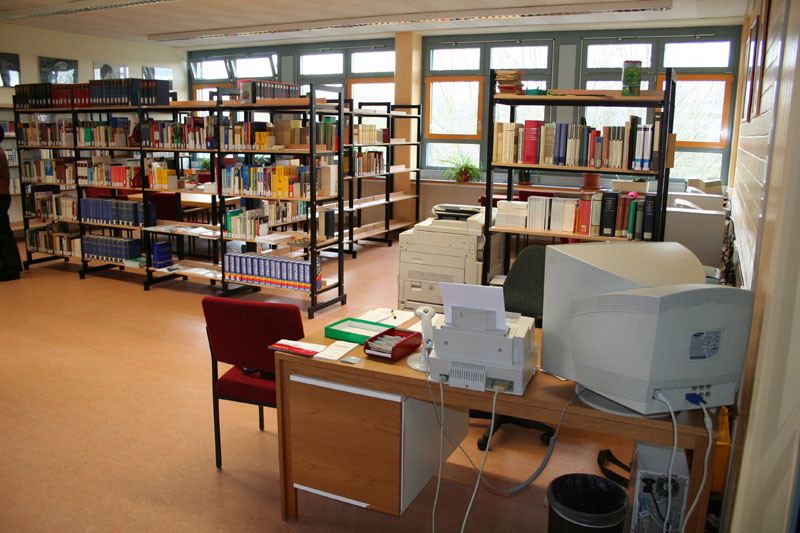
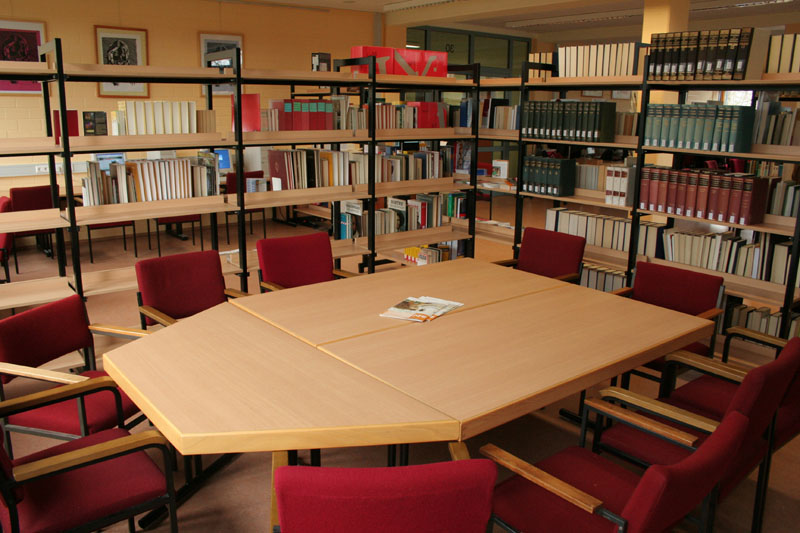
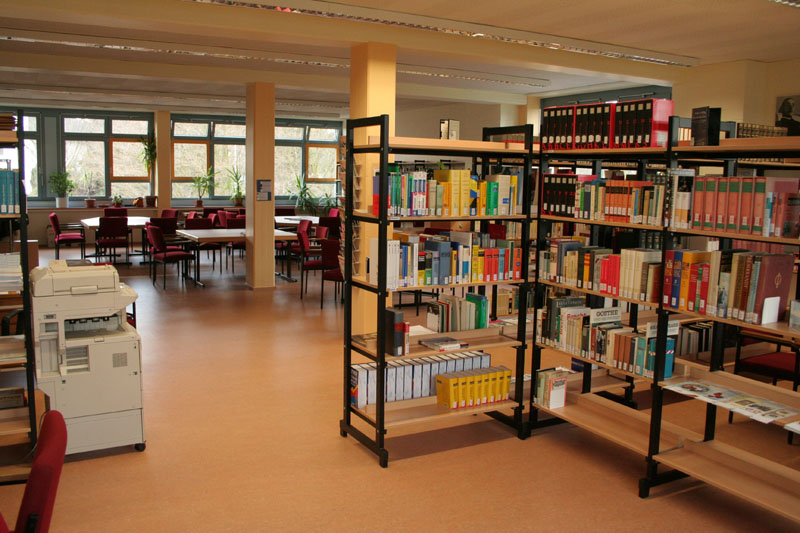
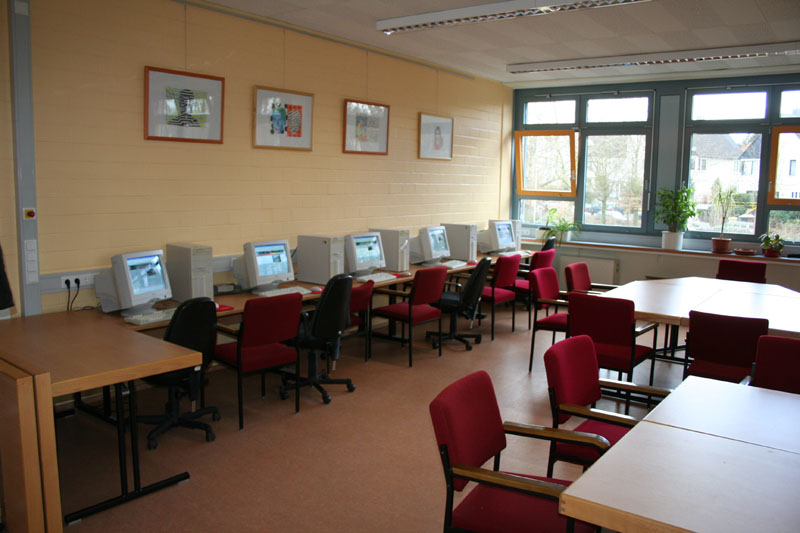

## Geschichte
Das Carl-von-Ossietzky-Gymnasium wurde im Jahre 1964 unter dem Namen „Staatliches Gymnasium Duisdorf II“ eröffnet. Nach der 1969 erfolgten Eingemeindung in die Stadt Bonn hieß die Schule „Städtisches Gymnasium Bonn-Röttgen“ (kurz: „Gymnasium Röttgen“), auch nachdem es 1970 in den Neubau im benachbarten Ortsteil Ückesdorf umgezogen war, der schon früher zu Röttgen gehörte. 1989 wurde die Schule auf Initiative des damaligen Abiturienten-Jahrgangs in einem Festakt in Anwesenheit von Bundeskanzler a. D. Willy Brandt nach Carl von Ossietzky umbenannt. Mit dem Namen wird die journalistische Arbeit Ossietzkys zur Zeit der Weimarer Republik und sein Kampf gegen den Nationalsozialismus gewürdigt.

## Ganztagsschule
Das Carl-von-Ossietzky-Gymnasium war die erste offiziell genehmigte und staatlich anerkannte Ganztagsschule im Regierungsbezirk Köln, deren Ganztagsbetrieb seit dem Schuljahr 1991/92 in Betrieb ist. Damals diente sie als Pilotprojekt, um den Ganztagesbetrieb an Gymnasien zu erproben. Für die Klassen der Sekundarstufe I findet der Nachmittags-Unterricht an jeweils unterschiedlichen Tagen statt. Auch Kurse der Oberstufe fallen zum Teil in die Nachmittagsstunden.
In der Mittagspause besteht die Möglichkeit, warme Mahlzeiten einzunehmen. Gleichzeitig gibt es eine Nachmittagsbetreuung, bei der auch im sogenannten Selbstlernzentrum Hausaufgabenhilfe angeboten wird.

### Arbeitsgemeinschaften (AGs)
Es werden nachmittags verschiedene freiwillige Arbeitsgemeinschaften aus verschiedenen Bereichen angeboten.

## Schulprofil

### Sekundarstufe II

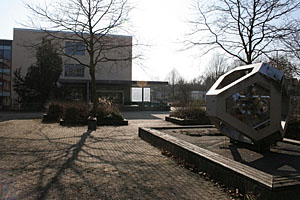
Carl-von-Ossietzky-Gymnasium in Bonn-Ückesdorf

Das Carl-von-Ossietzky-Gymnasiums kooperiert in der Oberstufe mit dem Hardtberg-Gymnasium. Es werden Leistungskurse im literarisch-künstlerischen, im gesellschaftswissenschaftlichen und im naturwissenschaftlichen  Bereich angeboten.

### Spanisch als vorgezogene zweite Fremdsprache
Seit dem Schuljahr 2014/2015 können lernstarke Schüler der Klassen 5 neben der weiter geführten Fremdsprache Englisch als vorgezogene zweite Fremdsprache Spanisch wählen. Wer die zweite Fremdsprache erst in Klasse 7 beginnt, hat dann die Wahl zwischen Französisch und Latein. Diese beiden Sprachen werden auch in Klasse 9 noch einmal neu angeboten, Spanisch für Anfänger erneut in der Einführungsphase der gymnasialen Oberstufe.

### Musik

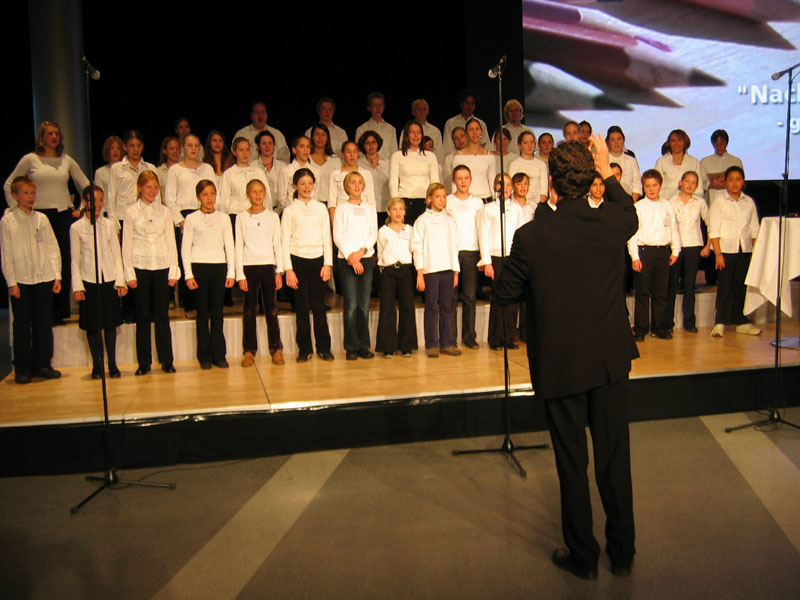
Auftritt des „kleinen Schulchors“ des CvO anlässlich einer Kunstausstellung im Forum von T-Mobile Deutschland in Bonn

Da die Bundesstadt Bonn Partnerstadt der englischen Stadt Oxford ist, unternimmt der Schulchor des Carl-von-Ossietzky-Gymnasiums alle zwei Jahre eine Chorfahrt dorthin. Neben zahlreichen Auftritten bei Schulveranstaltungen, war der Chor bereits mehrmals bei anderen Veranstaltungen, beispielsweise Ausstellungseröffnungen und Veranstaltungen der Bundesstadt Bonn zu hören. Eines der Highlights in der bisherigen Chorgeschichte war ein Konzert bei den Vereinten Nationen in New York.
Des Weiteren gibt es am Carl-von-Ossietzky-Gymnasium ein Schulorchester und mehrere Bands. Viele Schüler des Carl-von-Ossietzky-Gymnasiums haben bereits erfolgreich am Bundeswettbewerb Jugend musiziert teilgenommen.

### Kunst

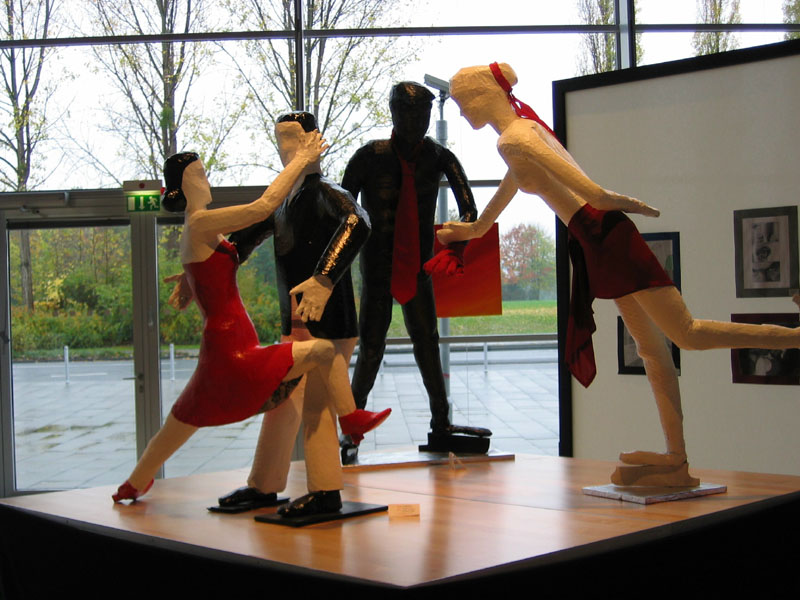
Kunstausstellung des CvO im Forum von T-Mobile Deutschland in Bonn

Der Fachbereich Kunst des Carl-von-Ossietzky-Gymnasiums veranstaltete im Jahr 2004 in Kooperation mit dem Kulturamt der Bundesstadt Bonn und gemeinsam mit den Fachbereichen Musik und Deutsch ein experimentelles literarisch-musikalisch-künstlerisches Projekt zum Thema Nachbarschaften, bei dem Profis mit talentierten Schülern zusammenarbeiteten. Im Rahmen dieses Projekts wurde am 24. März 2004 eine Kunstausstellung in der Aula der Schule eröffnet, bei der u. a. auch Oberbürgermeisterin Bärbel Dieckmann anwesend war. In dieser Ausstellung konnten alle entstandenen Schülerarbeiten besichtigt werden. Die besten Arbeiten wurden anschließend im Rahmen einer Feierstunde zum 40-jährigen Schuljubiläum ausgezeichnet.
Die dabei entstandenen Arbeiten wurden außerdem vom 10. November 2004 bis zum 19. November 2004 im Rahmen der damaligen Lernpartnerschaft der Schule mit T-Mobile Deutschland in einer Vernissage unter dem Titel „Nachbarschaften – grenzenlos kommunizieren“ im Forum der „T-Mobile Stadt“, dem Firmensitz von T-Mobile Deutschland, ausgestellt.
Der Fachbereich Kunst beteiligte sich im Jahr 2005 zudem am Projekt „Beethoven Bonnensis“ des Vereins „Bürger für Beethoven“. Mit diesem Projekt engagieren sich die „Bürger für Beethoven“ für eine verstärkte Kinder- und Jugendarbeit im Rahmen des Beethovenfestes. Bonner Schüler sowie Studenten erhielten Gelegenheit, einer breiteren Öffentlichkeit Ergebnisse ihrer Beschäftigung mit dem Andenken, Leben und Werk Ludwig van Beethovens zu präsentieren. Daher stellten einige ausgewählte Schüler des Carl-von-Ossietzky-Gymnasiums ihre Werke im Rahmen dieses Projekts auf einer Vernissage im Kulturzentrum Hardtberg aus.

### Klassenfahrten

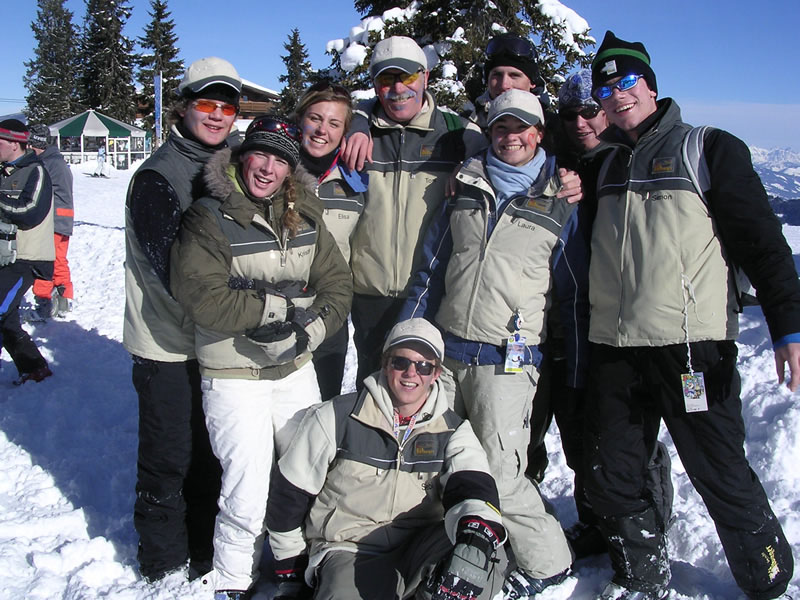
Ski-Freizeit am CvO

Zum festen Programm des Carl-von-Ossietzky-Gymnasiums gehören die folgenden Klassenfahrten:
- Gemeinsame Klassenfahrt der 6. Klassen nach Sargenroth im Hunsrück
- Ski-Freizeit der 8. Klassen in den Alpen (Zumeist in Wildschönau oder Axams in Tirol)
- Eine Studienfahrt in der Oberstufe, Ende Jgst. 12 (die letzten Fahrten führten nach Cannes, Barcelona und nach Malta)

Daneben gibt es auch Proben- oder Konzert-Fahrten mit Chor, Orchester und Theater AG, sowie SV- und Schülerzeitungsseminare.

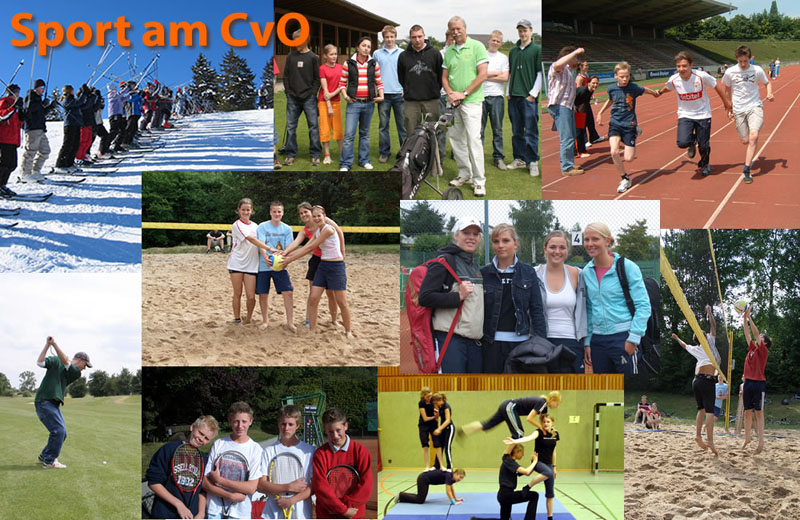
Das CvO bietet ein umfassendes Sportangebot

### Sportangebot

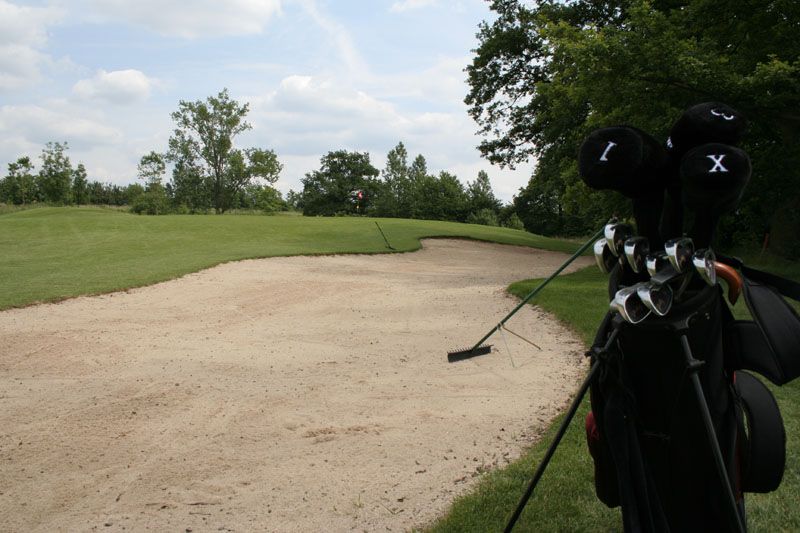
Ehemalige Golf-AG des CvO

Gemeinsam mit dem TC Röttgen e. V. bzw. dem TC GW Brüser Berg e. V. verfügt das Carl-von-Ossietzky-Gymnasium über eigene Tennis Außen- und Innenplätze. Neben dem Pflicht-Schulsport bietet das Gymnasium eine breite Auswahl an verschiedenen Sport-AGs an. Zusätzlich bietet die Schule regelmäßig Sportfeste, Sportexkursionen und Turniere (z. B. Hockey, Beachvolleyball) an. Einmal im Jahr findet ein Sportfest statt.

### Schüleraustausch
Das Carl-von-Ossietzky-Gymnasium bietet momentan die Möglichkeit eines Schüleraustausches mit Frankreich, Spanien oder Polen an. Weitere Möglichkeiten zu mehrtägigen Auslandsfahrten ergeben sich für Schüler, die an den musischen Aktivitäten der Schule teil haben (z. B. Chorfahrt nach Oxford).
Die Möglichkeit eines Auslandsaufenthaltes während der Jahrgangsstufe 11 ist zudem gegeben.

### Partnerschaften
Das Carl-von-Ossietzky-Gymnasium unterhält momentan Partnerschaften mit Schulen in Toulon, Blois, Oxford und Warschau.

### Berufs-Informations-Messe
Das Carl-von-Ossietzky-Gymnasium bietet den Schülern der Jahrgangsstufen EF bis Q2 jedes Jahr eine Berufs-Informations-Messe an. Auf dieser Messe stellen ehemalige Schüler, Eltern und verschiedene Unternehmen ihre Berufe, ihr Studium oder ihre Berufssparte vor. Dadurch sollen die Schüler einen Einblick in die vielfältigen Berufs- und Studienmöglichkeiten erhalten.

## Förderverein
Im Jahr 1970 würde der Förderverein des CvO namens Verein der Freunde und Förderer des Carl–von–Ossietzky–Gymnasiums Bonn–Röttgen e. V. gegründet. Er hat die Zielsetzung, notwendige und sinnvolle Vorhaben der Schule zu unterstützen und finanziell zu fördern. Die Bedeutung des Fördervereins ist in der Vergangenheit im gleichen Maße gewachsen, wie die Zuwendung öffentlicher Mittel zurückgegangen ist. Dementsprechend engagiert sich der Förderverein heute auf sehr vielfältige Weise in schulischen Bereichen.
Der Förderverein:
- finanziert für einzelne Fachbereiche die Anschaffung von Lehrmaterial wie Noten, Landkarten, Kunstmaterial, Sportgeräte, Computer, Software, technische Geräte etc.
- unterstützt durch finanzielle Zuwendungen die Anschaffung von Material zur Durchführung einzelner Arbeitsgemeinschaften
- hilft, die Ausstattung der Schule zu verbessern, z. B. durch die Finanzierung von Projektoren, Videorecordern oder Fernsehgeräten.
- engagiert sich im sozialen Bereich z. B. durch finanzielle Hilfen für einzelne Schüler bei Klassen- und Studienfahrten, durch Unterstützung von SV-Seminaren, durch Anschaffung von Trikots für Schulmannschaften etc.
- fördert besondere Veranstaltungen, wie z. B. die obligatorische Skifreizeit, durch die Anschaffung von Skiern oder ermöglicht die Durchführung von Chor- und Orchesterfreizeiten durch finanzielle Zuwendungen

## Bekannte Absolventen
- Rolf Clement (* 1953), Journalist beim Deutschlandfunk
- Uwe Krechel (* 1956), Rechtsanwalt und Schauspieler
- Joachim Stamp (* 1970), FDP-Politiker, stellvertretender Ministerpräsident des Landes Nordrhein-Westfalen
- Tim Lobinger (1972–2023), Stabhochspringer, Vize-Europameister 2006
- Claudius von Stolzmann (* 1981), Schauspieler
- Moritz Hellfritzsch (* 1983), Regisseur und Autor
- Luke Mockridge (* 1989), Comedian
- Lea Zoë Voss (* 1996), Schauspielerin
- Hannah Schiller (* 2000), Schauspielerin